# Fremantle Doctor
Fremantle Doctor, 'The Freo Doctor', o simplemente 'The Doctor', es un término vernáculo de Australia Occidental para la brisa marina refrescante en la tarde que aparece durante los meses de verano en las zonas costeras de Australia del Sudoeste en Australia Occidental. La brisa marina aparece debido a la gran diferencia de temperatura entre la tierra y el mar.

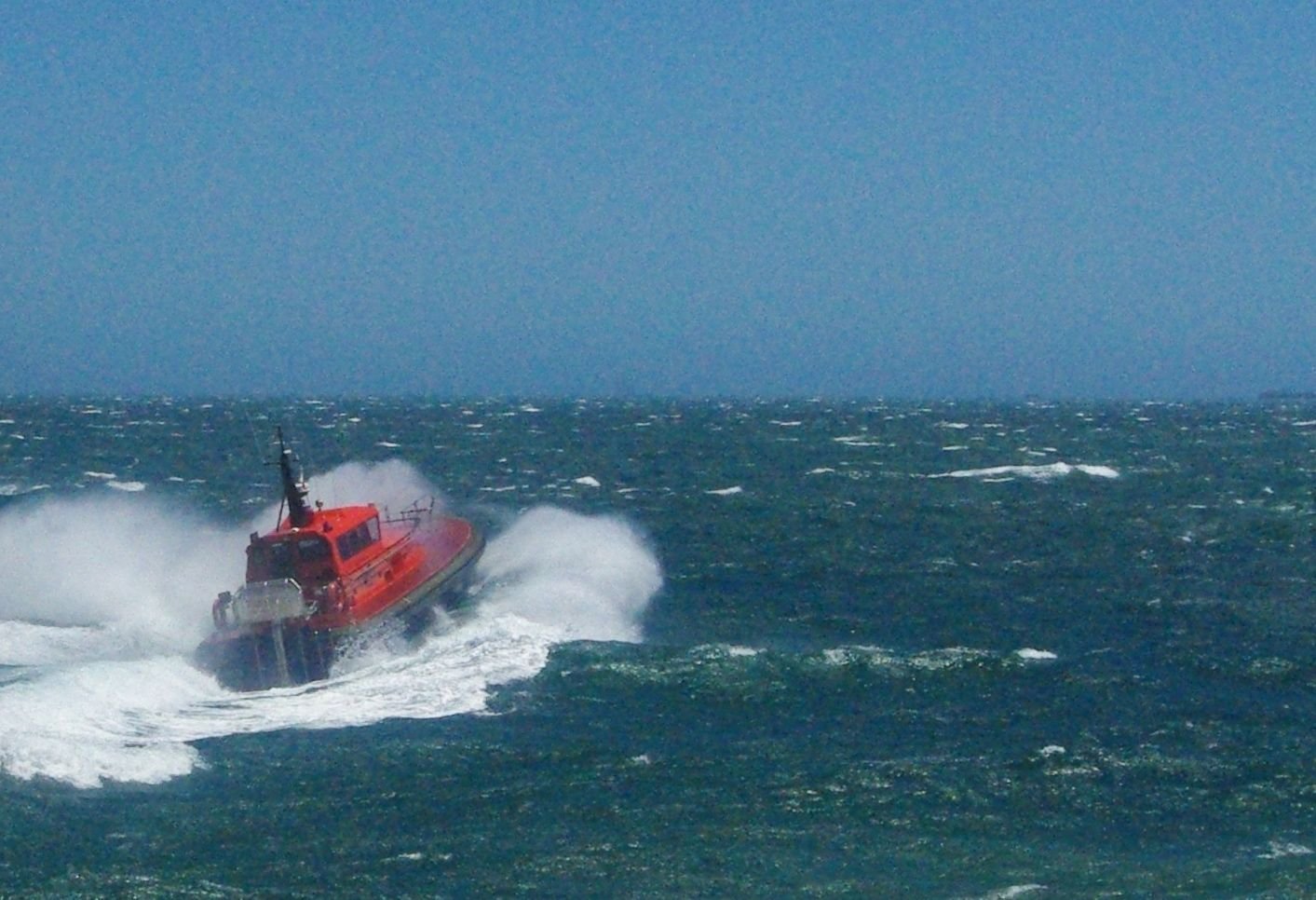
El bote piloto Parmelia se enfrenta al Fremantle Doctor en la entrada de la bahía de Fremantle.

## Tendencia general
Durante los meses de verano sopla consistentemente desde el sudoeste a lo largo de la mitad meridional de la costa occidental, comenzando entre el mediodía y las 3 p. m.. Puede penetrar tierra adentro hasta 100km, alcanzando York al principio de la tarde. 
En Perth, la capital de Australia Occidental, el viento recibe el nombre de Fremantle Doctor debido a que parece venir de la cercana ciudad costera de Fremantle, y de esa manera trae alivio de las altas temperaturas veraniegas. Sin embargo, una posible interpretación del término Fremantle Doctor tiene sus orígenes en el pasado de Fremantle. En Catherine Point, una corta distancia al sur de Fremantle, se establecieron crematorios durante los primeros días de la colonia para disponer de los cuerpos de aquellos que habían perecido por enfermedad que afectó a la población en los primeros días de la ciudad. Está registrado que el Doctor recibió este nombre en honor del viento que soplaba el hedor de la carne humana ardiendo tierra adentro, pues esto se notaba tanto en Fremantle como sus alrededores.[cita requerida]
El Fremantle Doctor a menudo refresca los suburbios de Perth en diversos grados, mientras que más cerca de la costa el viento puede ser bastante fuerte, soplando a menudo entre los 15 y 20 nudos y haciendo que visitar la playa sea desagradable.
En los días en que el viento decae, las temperaturas de la tarde en los suburbios de Perth son considerablemente más altos, a menudo superando los 40 °C (104 °F), aunque esto también se puede atribuir a la influencia de un fuerte viento del Este que sopla en el aire caliente del desierto desde el árido interior del estado.

## Análisis ulterior
El Fremantle Doctor es más fuerte en diciembre y en enero, cuando las diferencias de temperaturas entre la tierra y el océano son mayores. En febrero y marzo esta brisa no es tan fuerte, debido a que la temperatura del océano es un poco más cálido. Aunque octubre y noviembre no son tan cálidos, la temperatura del océano es más fresca. Otros meses tienen un débil o inexistente Fremantle Doctor. En los meses de invierno, la temperatura de la tierra es normalmente más fresca que la del océano, y esto a veces da como resultado una "brisa de tierra" más débil a principios de la mañana. Cuando el Fremantle Doctor llega por vez primera es desde la dirección oesudoeste (OSO). Más tarde cuando está en su máxima fuerza, la dirección es normalmente del sudoeste o sur-sudoeste. A principios de la tarde, la dirección es a menudo desde el sur. Este cambio en la dirección del viento se debe al efecto de Coriolis. Otros factores como el viento preponderante de un día particular puede también tener un efecto sobre la dirección.
Una rosa de los vientos que muestre las diferentes direcciones del viento de Perth puede encontrarse en la página web del Bureau of Meteorology.

## Para saber más
- Origin of term for the sea breeze in Perth still unknown Sunday Times (Perth, W.A.), 23 Feb. 1986, p. 49,
- Masselink, G. (1996) Sea breeze activity and its effect on coastal processes near Perth, Western Australia. Royal Society of Western Australia. Journal of the Royal Society of Western Australia Vol. 79, part 3 (September 1996) p.199-205.